# Gordon Audley
Gordon Vernon Audley  (* 20. April 1928 in Winnipeg, Manitoba; † 1. Oktober 2012) war ein kanadischer Eisschnellläufer.
Der dreifache Teilnehmer an Olympischen Winterspielen gewann 1952 in Oslo gemeinsam mit dem Norweger Arne Johansen die Bronzemedaille über 500 m. Es blieb seine einzige Spitzenplatzierung bei internationalen Eisschnelllaufwettkämpfen.

## Erfolge
- 1948 Teilnahme an den Olympischen Winterspielen
- 1952 Bronzemedaille über 500 m
- 1956 Teilnahme an den Olympischen Winterspielen